# Сельское поселение «Урульгинское»
Се́льское поселе́ние «Урульгинское» — муниципальное образование в Карымском районе Забайкальского края Российской Федерации.
Административный центр — село Урульга.

## История
Статус и границы сельского поселения установлены Законом Читинской области от 19 мая 2004 года «Об установлении границ, наименований вновь образованных муниципальных образований и наделении их статусом сельского, городского поселения в Читинской области».

## Население
| 2010  | 2011  | 2012  | 2013  | 2014  | 2015  | 2016  |
| ----- | ----- | ----- | ----- | ----- | ----- | ----- |
| 3461  | ↘3449 | ↘3420 | ↘3395 | ↘3353 | ↘3342 | ↘3313 |
| 2017  | 2018  | 2019  | 2020  | 2021  |       |       |
| ↘3301 | ↘3287 | ↘3256 | ↘3222 | ↗3895 |       |       |

## Состав сельского поселения
| № | Населённый пункт | Тип населённого пункта       | Население |
| - | ---------------- | ---------------------------- | --------- |
| 1 | Поселье          | село                         | ↗360      |
| 2 | Урульга          | село, административный центр | ↗3535     |